# Alexander Kemurdjian

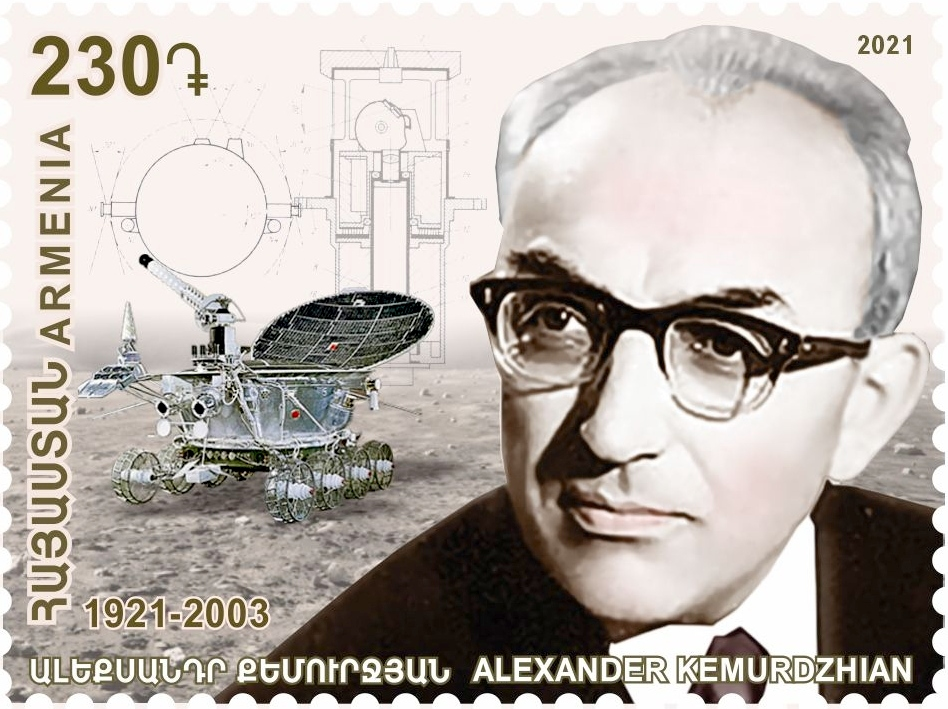
Alexander Kemurdzhian, Engenheiro

Alexander Leonovich Kemurdjian (Vladikavkaz, 4 de outubro de 1921 — São Petersburgo, 25 de março de 2003) foi um cientista pioneiro de origem armênia envolvido no programa espacial soviético.
Como projetista chefe na VNIITransMash, projetou os primeiros rovers a explorar um outro corpo celeste, os Lunokhod.
O Programa Lunokhod, e especificamente a importância do trabalho de Kemurdjian na sua execução, foi tema de um documentário chamado: "Tank on the Moon", do produtor francês Jean Afanassieff. Esse documentário estreou nos Estados Unidos no Science Channel em 12 de Fevereiro de 2008.